# Skálholtsdómkirkja

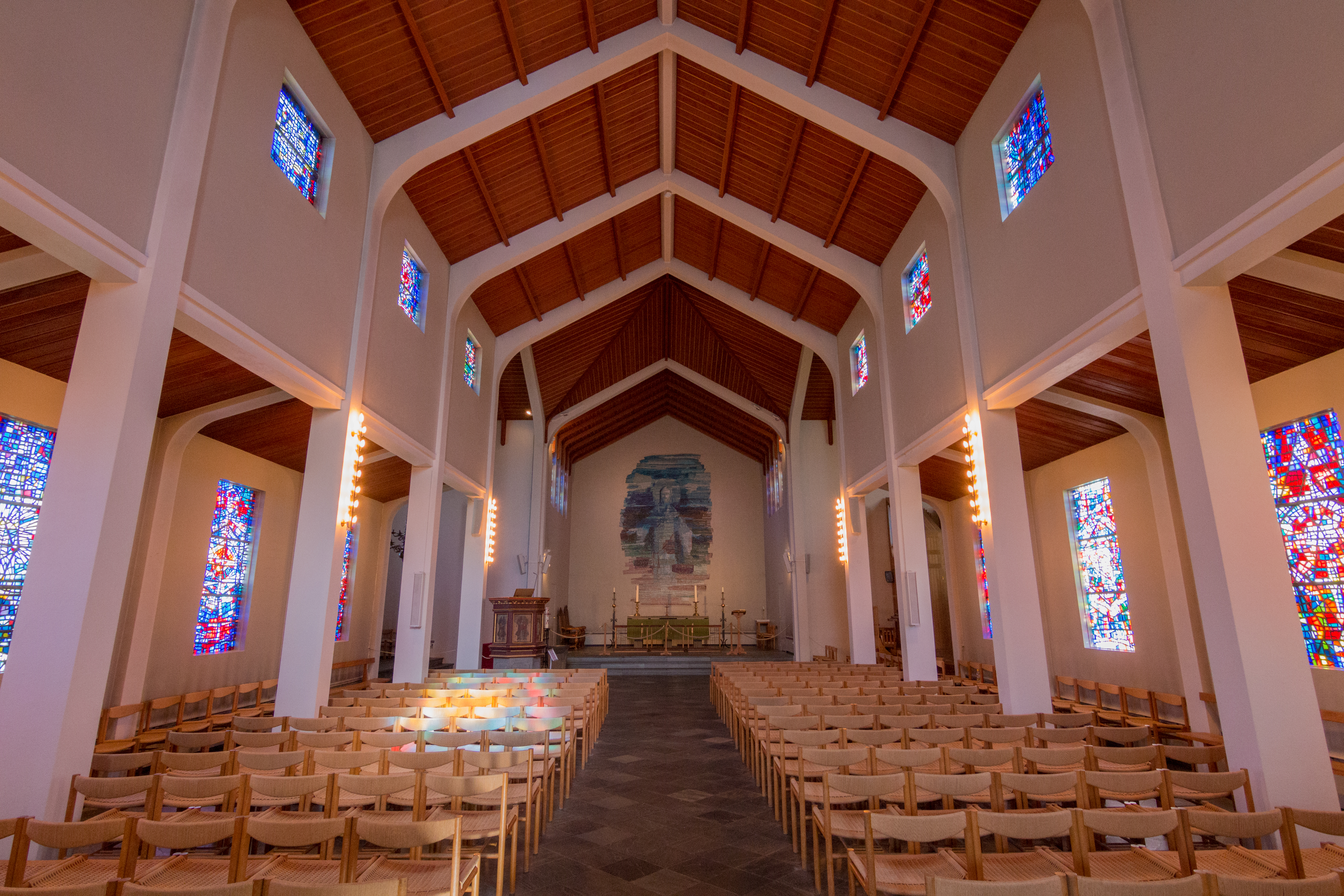
Interno

La Skálholtsdómkirkja (in italiano: cattedrale di Skálholt) è un luogo di culto luterano di Skálholt, in Islanda.

## Storia
Nel sud dell'Islanda, tra il 1056 e il 1785, Skálholt è stata una delle due sedi episcopali islandesi.
Intorno all'anno 1000 vi fu costruita la prima chiesa, che aveva il nome di Gissurarkirkja hvíta (in italiano: Chiesa bianca di Gizur), rimasta in piedi fino al 1082. Dopo di essa, ve ne sarebbero state altre dieci:
- Gissurarkirkja alkups (dal 1082 al 1153)
- Klængskirkja (dal 1153 al 1309)
- Árnakirkja (dal 1310 al 1527)
- Ögmundarkirkja (dal 1527 al 1567)
- Gíslakirkja (dal 1567 al 1650/1673)
- Brynjólfskirkja (dal 1650 al 1802)
- Valgerðarkirkja (dal 1802 al 1851)
- Sóknarkirkjan (dal 1851 al 1956)

Nel 1956, in occasione del 900º anniversario della fondazione della soppressa diocesi di Skálholt, si è dato inizio alla costruzione della dodicesima cattedrale; la nuova chiesa è stata terminata sette anni dopo, nel 1963, e inaugurata il 21 luglio dello stesso anno, in una cerimonia a cui parteciparono il primo ministro Bjarni Benediktsson e il vescovo d'Islanda Sigurbjörn Einarsson.

## Descrizione

### Esterno
La cattedrale sorge su un'altura e domina sul villaggio di Skálholt.
All'esterno, l'edificio è caratterizzato dal colore bianco dell'intonaco che copre interamente le pareti. La semplice facciata, a capanna, presenta, al centro, entro una strombatura, il portale e, sopra di esso, un finestrone rettangolare. In alto, vi è un rosone circolare con croce.
Nel punto in cui si incontrano la navata centrale e il transetto, si innalza la torre campanaria, con tetto a spiovente, con tre finestre sui lati anteriore e posteriore e due sulle fiancate laterali.

### Interno
L'interno della chiesa, a croce latina, è a tre navate separate da pilastri quadrangolari che sono la continuazione delle nervature in cemento che reggono il tetto.
L'abside, che è la continuazione della navata centrale oltre la crociera, accoglie il presbiterio, rialzato di alcuni gradini rispetto al resto della chiesa. In esso, si trova l'altare, costituito da un blocco di marmo chiaro poggiante su tre pilastri circolari. Sulla parete fondale, vi è l'affresco Risurrezione di Cristo, di Nína Tryggvadóttir. Sotto l'arco trionfale, invece, sulla sinistra, vi è il pulpito ligneo scolpito e dipinto, proveniente dalla chiesa precedente. Le vetrate policrome alle finestre sono opera di Gerður Helgadóttir.
Nel braccio destro del transetto, si trova l'organo a canne TH. Frobenius og Sønner Orgelbyggeri opus 513, costruito nel 1963. Lo strumento, a trasmissione meccanica, ha tre tastiere di 58 note ciascuna (di cui la terza aggiunta nel restauro del 2000) ed una pedaliera dritta di 30. Dispone di 17 registri.